# Hoigné-Syndrom
Das Hoigné-Syndrom bezeichnet eine reversible, nicht behandlungsbedürftige Symptomatik nach intramuskulärer Gabe von Depotpenicillinen.  Nach derzeitigen Beobachtungen kann das Hoigné-Syndrom allerdings auch durch andere Arzneimittel wie Lidocain ausgelöst werden.
Verursacht wird es möglicherweise durch versehentliche intravenöse Applikation und das daraus resultierende mikroembolische Geschehen in Gehirn und Lunge oder durch das Eindringen von Penicillin-Kristallen in vorgeschädigte Venen.
Die Patienten berichten von optischen und akustischen Sensationen (Geräusche, Schleiersehen, Figurensehen etc.), Verwirrtheit, Unruhe und Todesangst. Normalerweise treten keinerlei Kreislaufereignisse auf. Die Dauer dieser Symptome ist meist auf wenige Minuten (15–20 min) beschränkt.
Erstmals beschrieben wurden diese Symptome durch den Schweizer Arzt Rolf Hoigné im Jahr 1959.